# دلي (سبيدار)
دلي (بالفارسية: دلی) هي قرية تقع في إيران في قسم سبیدار الريفي. يقدر عدد سكانها بـ 11 نسمة بحسب إحصاء 2016.